# 流感季

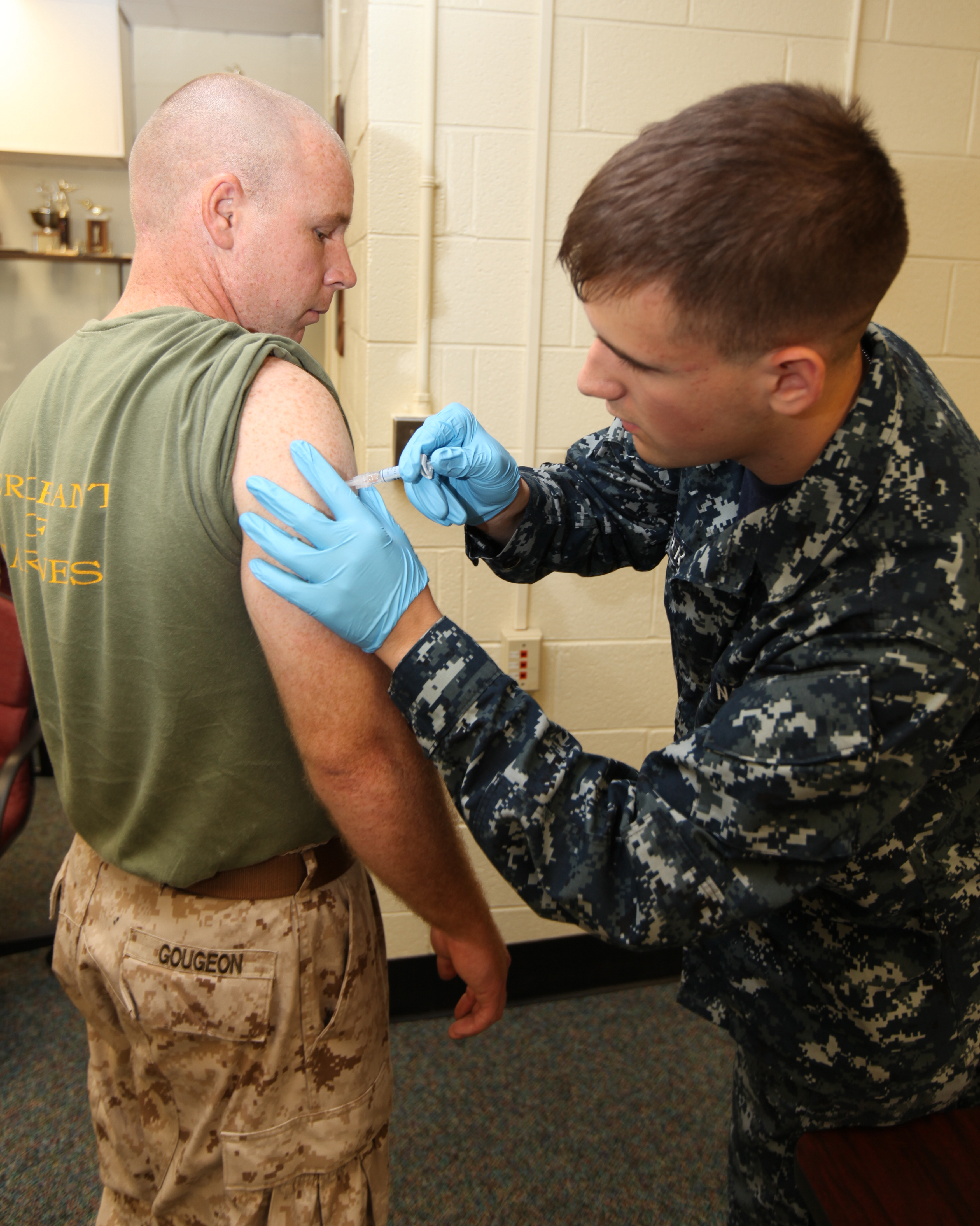
美国海军接种季节性流感疫苗

流感季（英語：influenza season，flu season）是指每年流行性感冒的高发时期，温带地区一般为秋冬时期，而热带地区的季节性不明显。流感季的流感一般称作“季节性流感（seasonal flu）”，是一种易在人际传播的急性呼吸道感染，由甲型流感病毒或乙型流感病毒造成。季节性流感并非由新型流感病毒造成，一般不会引起全球性的流感大流行。
据估计，在全球范围内，季节性流感每年造成约300-500万的严重病例，以及约29万至65万例与呼吸道疾病相关的死亡。在发达国家，死亡多发生在65岁及以上的人群中。

## 流行季节
南北半球不同地区的流感季时间不一。
- 在美国，流感季一般为10月至次年5月，于2月到达高峰[6][7]。
- 在中国大陆，流感季一般从每年的10月到次年的3月左右[8][9][10]。
- 在香港，流感季一般为12月至次年3月[11][12]。
- 在澳大利亚，一般为当年的5-10月，8月份到达高峰（南半球冬季）[13]。
- 在巴西，其南部高纬度地区的流感季于6-7月到达高峰（南半球冬季）[14]。

## 疫苗接种
对于季节性流感，流感疫苗接种是最有效的预防方法。由于疫苗接种的免疫力随时间推移逐渐减弱，且流感病毒每隔数年可能发生抗原漂变、出现新型的变种（但变化不大），因此建议每年接种流感疫苗。目前，全球最常用的是流感灭活疫苗。